# Inada Ryūkichi

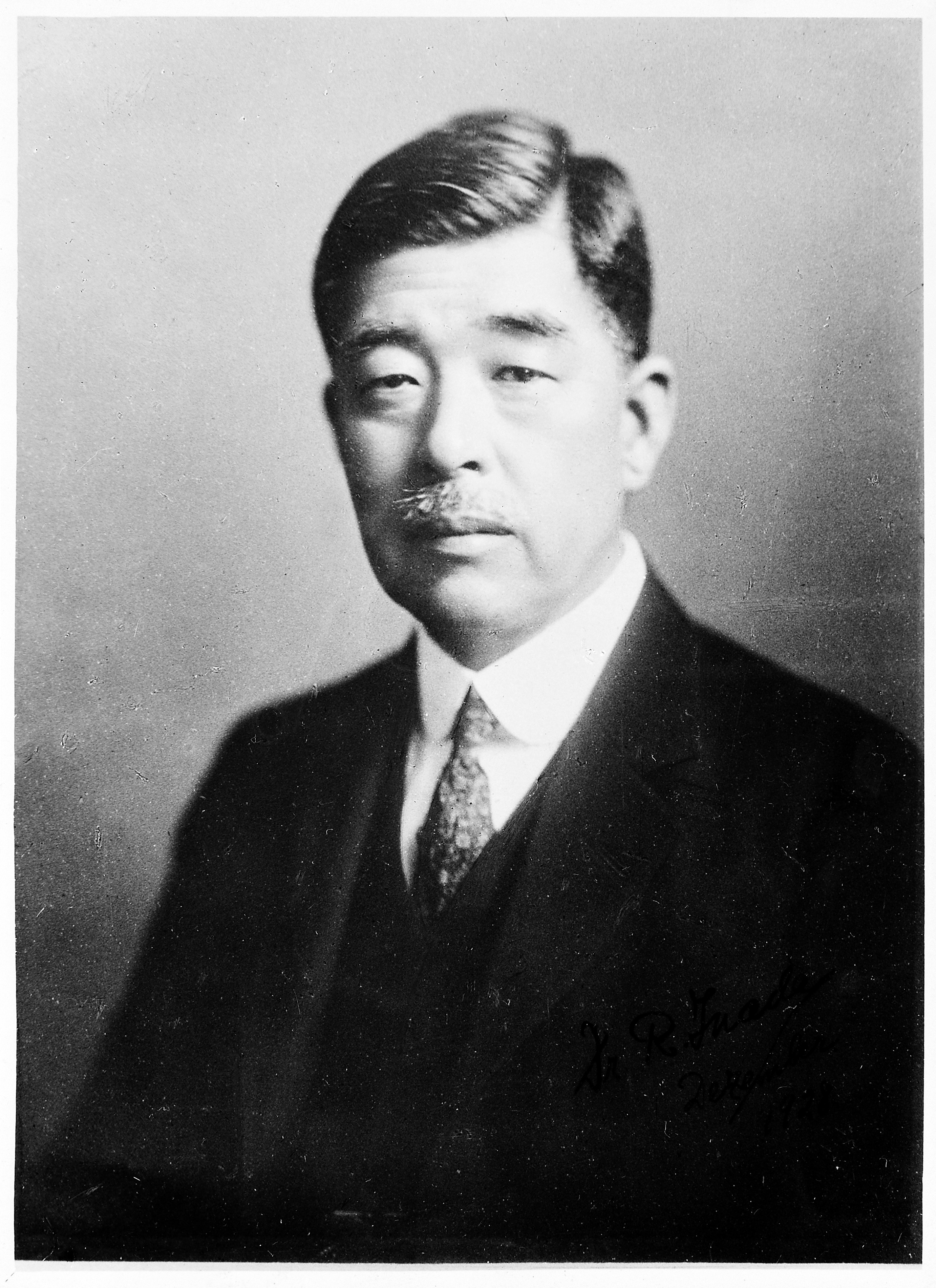
Inada Ryūkichi

Inada Ryūkichi (japanisch 稲田 龍吉 auch Inada Ryōkichi gelesen, geboren am 18. März 1874 in Nagoya, gestorben am 27. Februar 1950 in Tokio) war ein japanischer Bakteriologe.

## Leben und Wirken
Inada Ryūkichi studierte an der Universität Tōkyō Medizin unter Aoyama Tanemichi (1859–1917). 1902 ging er nach Deutschland, um sich fortzubilden. Nach seiner Rückkehr wurde er Professor an der Medizinhochschule Fukuoka (福岡医科大学, heute Medizinische Fakultät der Kyūshū-Universität).
1915 entdeckte Inada, zusammen mit Ido Yutaka (井戸 泰; 1881–1919) das Bakterium Spirochaeta icterogenes (heute Leptospira icterohaemorrhagie), das die Weil-Krankheit hervorruft. Ab 1918, nach seiner Berufung an die Universität Tōkyō, studierte die Grippe-Erkrankung und innere Medizin. Inada leitete später die Kōraku Klinik, die zur 1908 gegründeten Japan Foundation of Cancer Research (がん研究会, Gan Kenkyūkai) gehört.
Von 1943 bis 1946 war Inada 3. Präsident der Japanischen Ärztegesellschaft (日本医師会, Nihon Ishikai), 1944 wurde er vom Kaiser mit dem Kulturorden ausgezeichnet.
1949 verfasste Inada das erste Buch der Medizin in Japan, das sich an die Familie wendet: „Katei no igaku (家庭の医学)“.

## Bilder

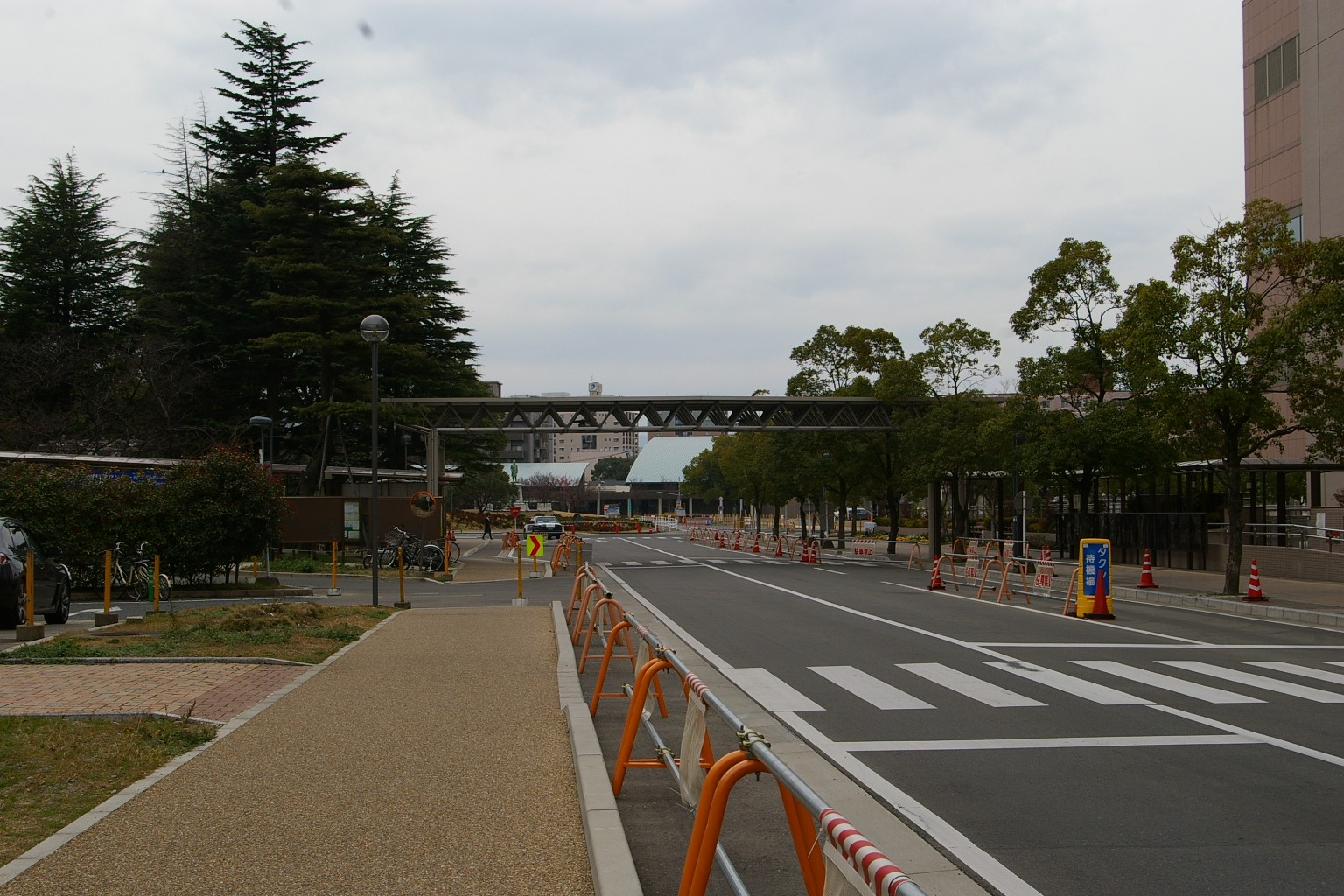
„Inada-Straße“ (Kyūshū-U.)
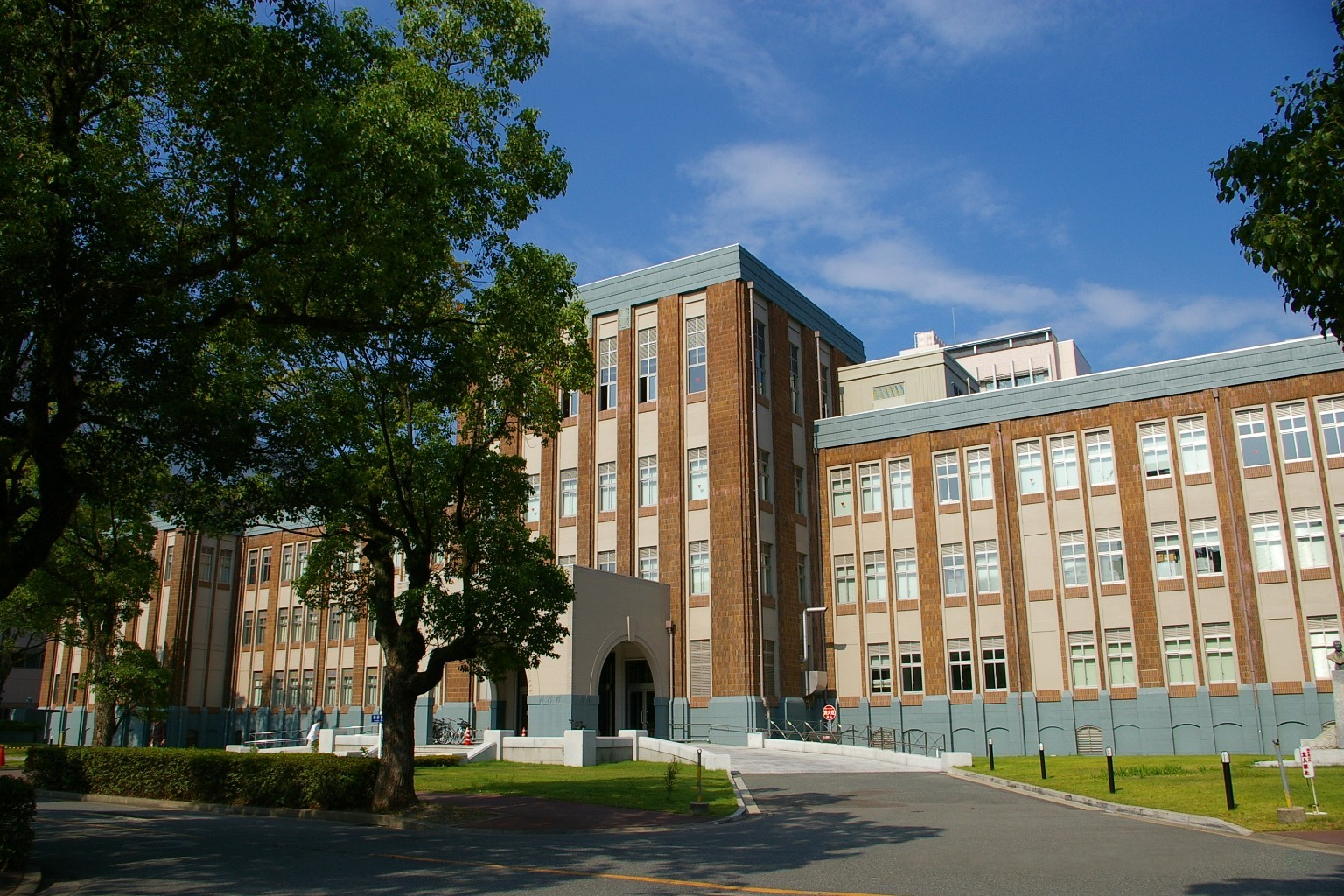
Medizinische Abteilung (Kyūshū-Universität)
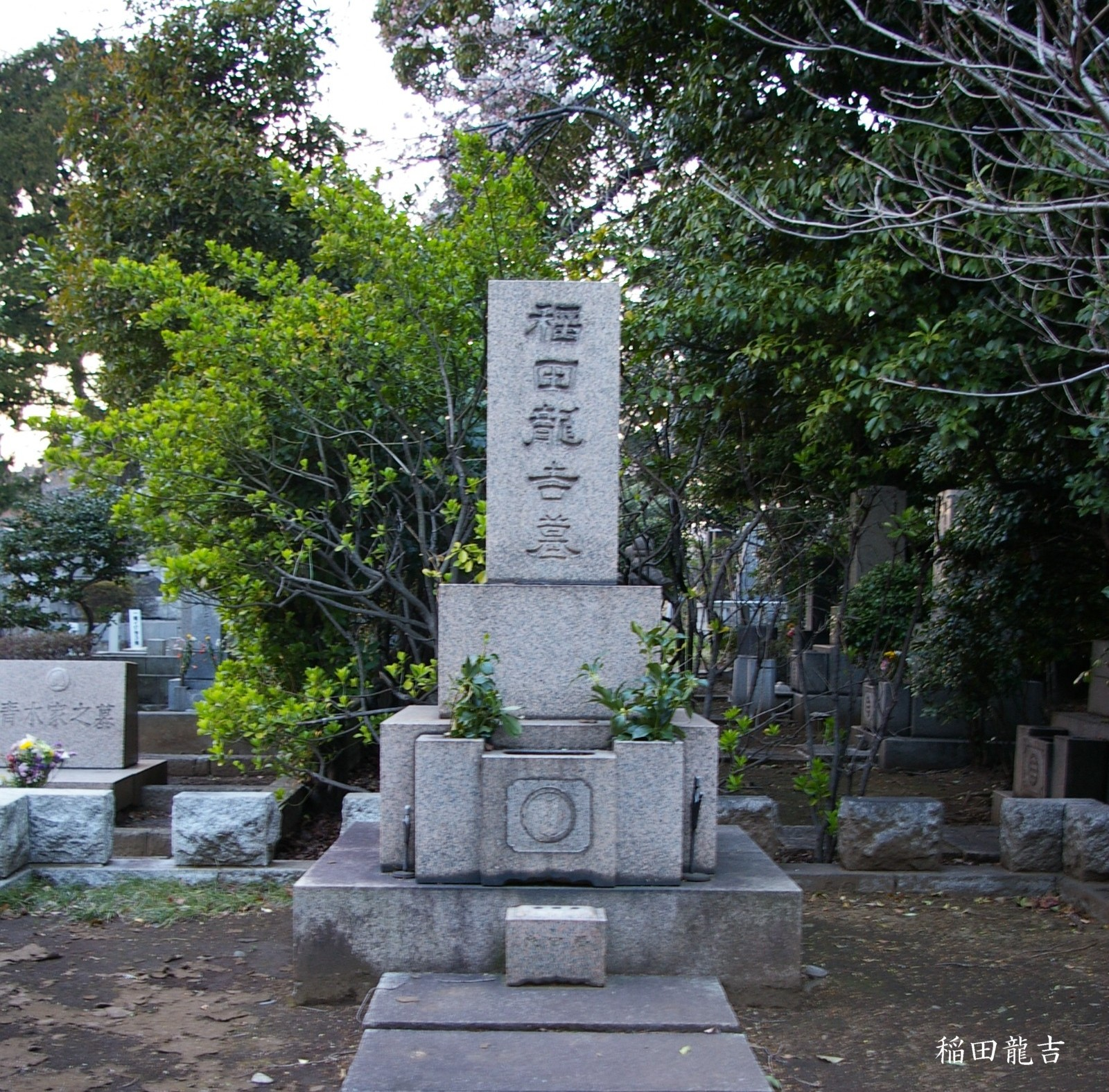
Inadas Grab (Tokio)

## Publikation
- The etiology, mode of infection, and specific therapy of Weil's disease (Spirochaetosis icterohaemorrhagica), 1916. OCLC 185042595